# Glazbena škola u Tuzli
Osnovna glazbena škola u Tuzli datira još od 1949. godine. Srednja glazbena škola u njoj osnovana je 22. veljače 1957. godine, a osnivači su bili profesori Čestmir Dušek i Dubravko Jurić. U ovoj zgradi predavali su profesorska imena poput Čestmira Dušeka, Muhameda Mazalovića, Planinku Jurišić-Atić, Predraga Stankovića, Midhata Zulića, Miradeta Zulića i druge. Škola u ovoj zgradi iznjedrila je glazbenike afirmirane na svijetu kao što su gitaristi Sanel Redžić, Denis Azabagić, Alen Garagić i Dejan Ivanović, pijanist Vladimir Valjarević i drugi.
Zgrada škole je danas u ruševnom stanju i nije u fukkciji.

## Vanjske poveznice
- Povjerenstvo za očuvanje nacionalnih spomenika Fotografija arhiv